# Sainte-Marguerite (Górna Loara)
Sainte-Marguerite – miejscowość i gmina we Francji, w regionie Owernia-Rodan-Alpy, w departamencie Górna Loara.
Według danych na rok 1990 gminę zamieszkiwało 38 osób, a gęstość zaludnienia wynosiła 7 osób/km² (wśród 1310 gmin Owernii Sainte-Marguerite plasuje się na 788. miejscu pod względem liczby ludności, natomiast pod względem powierzchni na miejscu 968.).